# Hardinxveld-Giessendam
Hardinxveld-Giessendam è un comune olandese di 17 500 abitanti situato nella provincia dell'Olanda Meridionale.